# Управління відносинами з постачальником
Управління взаємовідносинами з постачальниками (SRM - Supplier relationship management) - це управління потоком товарів і послуг і включає всі процеси, що перетворюють сировину в кінцеву продукцію. Система передбачає активне упорядкування діяльності з боку постачальників для досягнення максимальної цінності для клієнта та отримання конкурентної переваги на ринку.

## Компоненти SRM

### Спільна діяльність
Спільна діяльність з постачальниками може включати;
- Саміти постачальників, на яких збираються всі стратегічні постачальники, щоб поділитися стратегією компанії, надати відгуки про її програмі управління стратегічними відносинами з постачальниками, а також запросити відгуки та пропозиції від ключових постачальників.
- Зустрічі керівників з керівниками
- Зустрічі зі стратегічного бізнес-планування, на яких керівники взаємин і технічні експерти зустрічаються для обговорення спільних можливостей, потенційних перешкод на шляху співпраці, дій і необхідних ресурсів, а також обміну стратегіями і актуальними ринковими тенденціями. Спільні зустрічі з бізнес-планування часто супроводжуються чітким процесом збору ідей та інновацій постачальників, напрямки їх відповідним зацікавленим сторонам і забезпечення їх оцінки на предмет комерційної придатності, розробки і впровадження, якщо вони вважаються комерційно життєздатними.
- Операційні бізнес-огляди, коли особи, відповідальні за повсякденне управління взаємовідносинами, перевіряють прогрес спільних ініціатив, операційні показники і ризики[1].

## Впровадження
Існує п’ять основних етапів впровадження програми SRM:
1. Сегментування бази постачальників
2. Встановлення цілей програми SRM
3. Вимірювання ефективності постачальника в порівнянні з цілями
4. Залучення постачальників, прозорість та вирівнювання
5. Співпраця та постійне вдосконалення